# Oscar Micheaux
Oscar Micheaux (Metropolis, 2 gennaio 1884 – Charlotte, 25 marzo 1951) è stato un regista, sceneggiatore, attore, produttore cinematografico e scrittore statunitense.
È considerato uno dei primi registi e produttori cinematografici afroamericani della storia del cinema. In trent'anni di carriera, diresse 41 film dei quali, oggigiorno, ne resta solo una decina.

## Biografia
Nato nell'Illinois, iniziò a lavorare come agricoltore nel Sud Dakota. Nel 1913 pubblicò il suo primo romanzo, intitolato Conquest: The Story of a Negro Pioneer, seguito da The Forged Note, pubblicato nel 1915. Nel 1917 scrisse il suo terzo romanzo, The Homesteader. Con il ricavato delle vendite porta a porta del libro, Micheaux riuscì a fondare una casa editrice, la Western Book and Supply Company, che nel 1918 si trasformò in una casa di produzione cinematografica: la Micheaux Book and Film Company.
Il terzo romanzo di Micheaux arrivò a due fratelli produttori afroamericani, che avevano intenzione di trarne un film western. Il progetto però sfumò, per l'insistenza di Micheaux nel voler dirigere il film e non solo produrlo. Micheaux riuscì comunque a trovare 15.000 dollari per realizzare il film da solo, vendendo alcune azioni della propria società. Riuscì quindi a girare il film, intitolato The Homesteader, con un cast di attori esordienti. Il film uscì nel 1919 ed ebbe un successo notevole. Molti critici cinematografici notarono che il film mostrava per la prima volta una storia d'amore tra un uomo afroamericano e una donna bianca, che alla fine si sposano.
Forte del successo del suo primo lungometraggio, Micheaux abbandonò la letteratura e si dedicò alla regia, alla sceneggiatura e alla produzione cinematografica. Nel 1920 diresse il suo secondo film, Within Our Gates, che denuncia il razzismo e fu realizzato come risposta a Nascita di una nazione di David Wark Griffith. Il film fu criticato a causa della violenza e non ebbe successo. Micheaux polemizzò con gli afroamericani, rei a suo avviso di non aver sostenuto il suo film. Il terzo film di Micheaux fu The Brute, uscito sempre nel 1920. Il film, che narra le storie di un malvivente e di un pugile, ebbe un gran successo presso il pubblico e consacrò il regista come autore, ma fu accolto male dalla critica che accusò il film di incoraggiare la violenza e le scommesse clandestine, e di proporre un ritratto scandaloso delle donne.
I film successivi di Micheaux furono snobbati dalla critica. Nel 1921 riprese il tema del linciaggio, già affrontato in Within Our Gates, in The Gunsaulus Mystery, una detective story basata sul caso che coinvolse Leo Frank. Nel 1924 diresse quello che è considerato il suo film muto più significativo, Body and Soul, storia di un reverendo alcolizzato e violento. Il film uscì in diverse versioni, dovute alle pressioni della censura e alle proteste di molte associazioni come la NAACP. Nel 1931 Micheaux diresse The Exile, considerato il primo film sonoro diretto da un regista afroamericano. Nel 1941 tornò alla letteratura, scrivendo altri quattro romanzi. Nel 1948 diresse il suo ultimo film, intitolato The Betrayal.
Micheaux morì nel 1951, a causa di un infarto.

## Filmografia

### Regista
- The Homesteader (1920)
- Within Our Gates (1920)
- The Brute (1920)
- The Symbol of the Unconquered (1920)
- The Gunsaulus Mystery (1921)
- The Hypocrite (1921)
- Uncle Jasper's Will (1922)
- The Dungeon (1922)
- Deceit (1923)
- The Virgin of Seminole (1923)
- Birthright (1924)
- A Son of Satan (1924)
- Body and Soul (1925)
- Marcus Garland (1925)
- The Devil's Disciple (1926)
- The Conjure Woman (1926)
- The House Behind the Cedars (1927)
- The Broken Violin (1927)
- The Spider's Web (1927)
- The Millionaire (1927)
- When Men Betray (1928)
- Thirty Years Later (1928)
- Waged of Sin (1929)
- A Daughter of the Congo (1930)
- Easy Street (1930)
- Darktown Revue (1931)
- The Exilee (1931)
- The Girl from Chicago (1932)
- Black Magic (1932)
- Veiled Aristocrats (1932)
- Ten Minutes to Live (1932)
- Harlem After Midnight (1934)
- Temptation (1935)
- Murder in Harlem (1935)
- Underworld (1937)
- Swing! (1938)
- God's Step Children (1938)
- Lying Lips (1939)
- Birthright (1939)
- The Notorious Elinor Lee (1940)
- The Betrayal (1948)